# Jürgen Lehmann (Jurist)

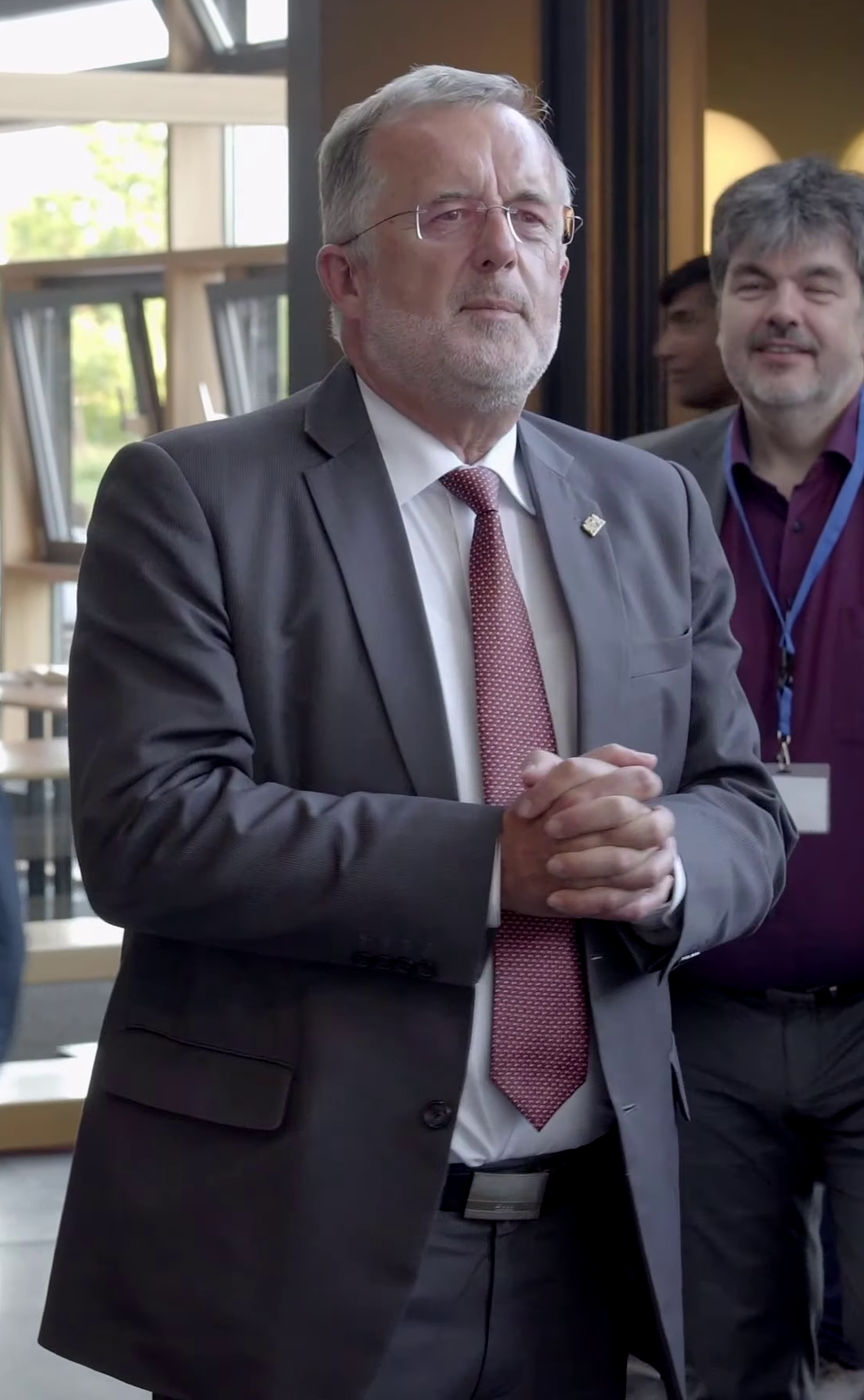
Jürgen Lehmann in der Hochschule Hof (2019)

Jürgen Lehmann (* 5. Februar 1957) ist ein deutscher Jurist, ehemaliger Staatskommissar sowie Dozent an der bayerischen Beamtenfachhochschule. Derzeit ist er Präsident und Professor für Wirtschaftsrecht an der Hochschule Hof.

## Leben
Lehmann studierte Jura an der Universität Erlangen. Danach war er bei der Regierung von Mittelfranken in Ansbach und dem Landratsamt in Roth tätig. Als hauptamtlicher Hochschullehrer lehrte er v. a. Zivilrecht an der Bayerischen Beamtenfachhochschule in Hof. Seit 2002 ist er Präsident der Hochschule Hof. Im Juni 2025 wurde er zum fünften Mal in diesem Amt bestätigt und wird es planmäßig bis 2031 innehaben. Er ist verheiratet und Vater von drei Kindern.
Lehmann veröffentlichte Publikationen über bürgerlich-rechtliche Probleme der öffentlichen Verwaltung.